# Augustinerkloster Memmingen

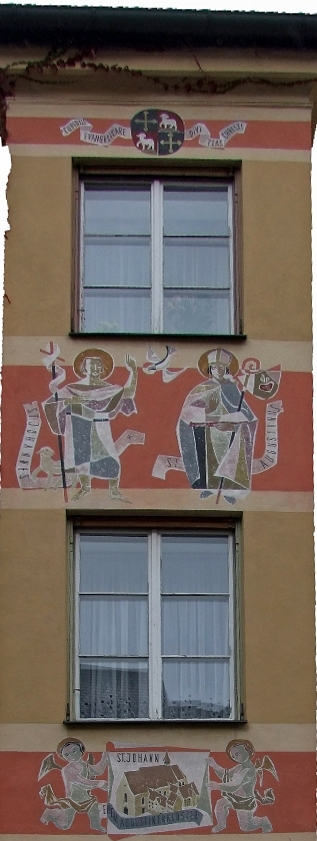
Erker des ehemaligen Klosters mit Malereien

Das Augustinerkloster Memmingen ist ein ehemaliges Kloster der Augustiner-Eremiten im oberschwäbischen Memmingen in Bayern in der Diözese Augsburg.

## Geschichte

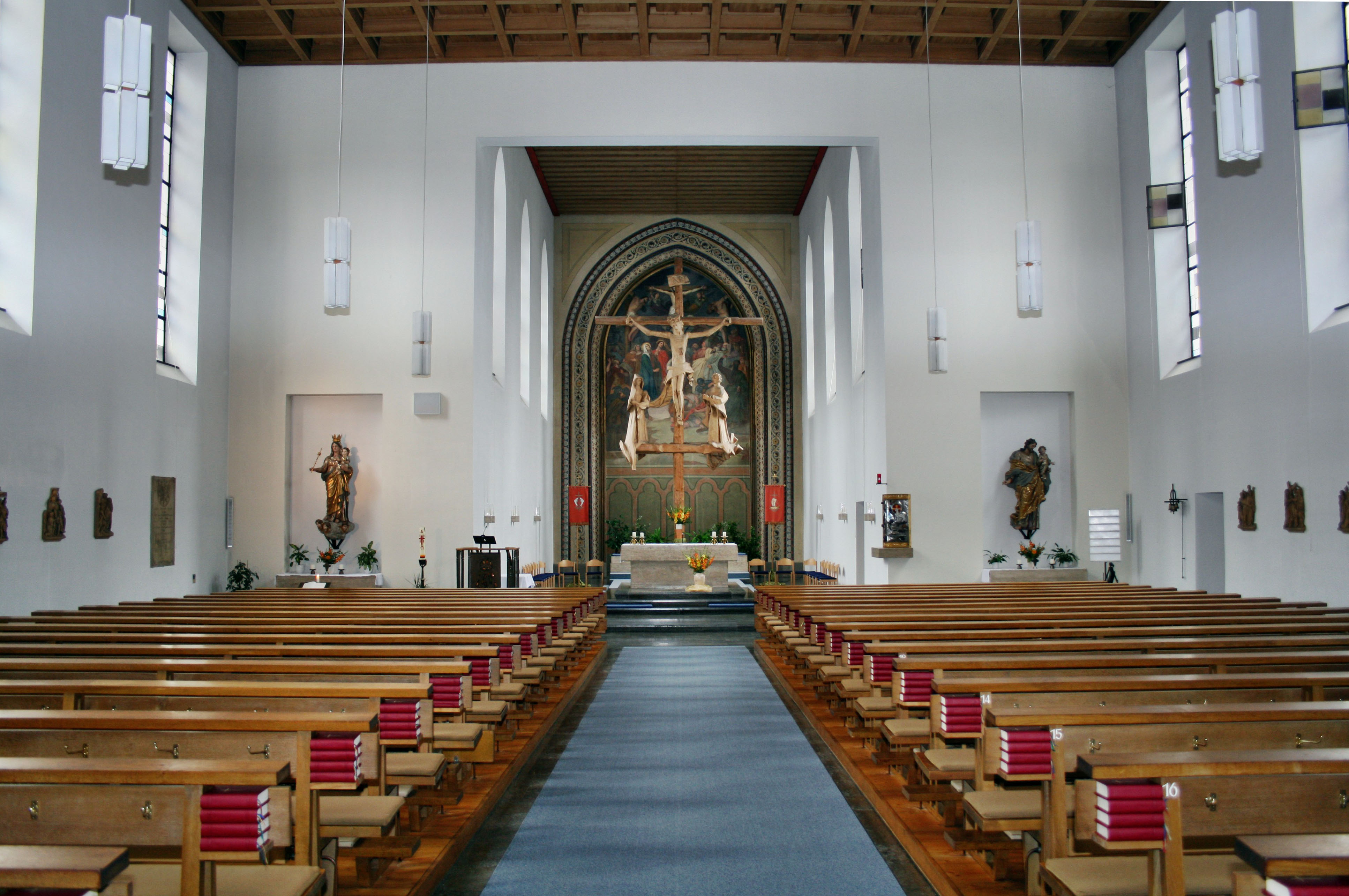
Innenraumaufnahme

Das Johannes Baptist und Augustinus geweihte Kloster wurde um das Jahr 1240 durch den Rat der Stadt Memmingen am Marktplatz der Stadt gegründet. Der Chor der ersten Klosterkirche wurde ab 1447 dreijochig mit Kreuzrippengewölbe neu gebaut.  Ab 1484 erfolgte, nach der Weihe von vier Altären und der Einrichtung eines Sakramentshauses, die Erneuerung des Langhauses. 1498 wurde das Schottenkloster inkorporiert. In der Mitte des 15. Jahrhunderts kam es zu einem fortschreitenden Sittenverfall im Kloster. Dieser endete schließlich 1531 mit der Vertreibung des Priors und einiger letzter Mönche. Die wertvolle Klostereinrichtung wurde verkauft, ebenso die Klosterbibliothek. Die Höfe in Memmingerberg, Amendingen, Pleß und Westerheim wurden von der Stadt eingezogen. 1548 wurden die Mönche wieder in ihre alten Rechte eingesetzt. Danach sahen sich die Mönche vorwiegend als Seelsorger und Beichtväter für das katholische Umland. 1615 fand eine Erneuerung der Gebäude statt, etwa hundert Jahre später wurden das Kloster und die Kirche barockisiert.
1803 kam das Kloster in den Besitz des Deutschen Ordens, der 1805 die Anlage an den bayerischen Staat abtrat. 1807 wurde die Kirche zur katholischen Stadtpfarrkirche, spätestens 1843 trug sie das Patrozinium des St. Johann Baptist. Die Klostergebäude wurden 1850/52 größtenteils abgerissen. 1865 bis 1867 erfolgte ein umfassender Kirchenumbau, wobei die Seitengewölbe abgeschlagen wurden. In der Priorenwohnung wurde das Pfarramt untergebracht. Die ehemals barocke Ausstattung der Kirche wurde Anfang des 20. Jahrhunderts durch eine neogotische Ausstattung ersetzt. Die letzte Neugestaltung des Innenraumkonzepts erfolgte 1961/64. Sie war in der Bevölkerung höchst umstritten, durch den unter der Kirche fließenden Stadtbach war die Feuchtigkeit im Mauerwerk jedoch so groß, dass die Maßnahmen nötig wurden.

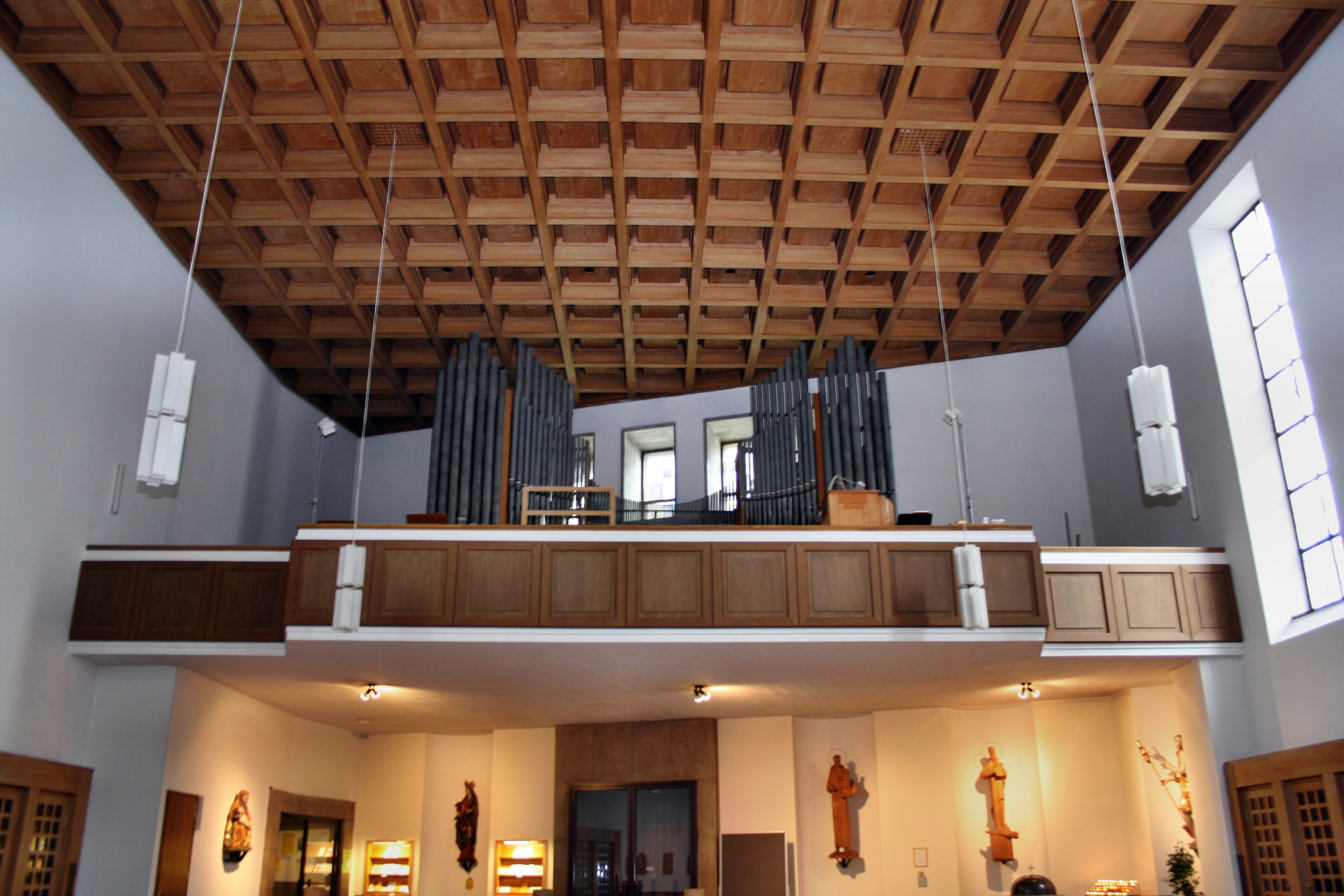
Orgel

## Ausstattung
Im Kircheninneren befinden sich zahlreiche Holzskulpturen unterschiedlicher Große und aus verschiedenen Zeit und Ausstattungsnovellen zwischen dem 17. und 20. Jahrhundert.
Exzeptionell ist die großteilig original gefasste Christusfigur mit beweglichen Armen, die um 1500 vermutlich in der ortsansässigen Werkstatt Ivo Strigels gefertigt wurde.

## Orgel der Klosterkirche
1749 wurde die Orgel nach Schloss Zeil verkauft. Daher muss um 1750 eine neue Orgel angeschafft worden sein. Der Erbauer ist unbekannt. Bei der Säkularisation wurde nichts von einer Orgel geschrieben. 1807 wurde die Holzheyorgel aus dem ehemaligen Oberhospital übernommen. 1882 ist ein Auftrag an Fidelis Behler, Memmingen vergeben worden, allerdings schweigen die Quellen über Genaueres. Ob es nun ein neues Instrument war, oder aber nur eine Instandsetzung kann nicht gesagt werden. 1952 wurde eine neue Orgel von Steinmeyer, Oettingen angeschafft. Sie hatte die Werknummer (opus) 1816 und verfügte über 40 Register auf drei Manualen und Pedal. Bei der großen Kirchenrenovierung im Jahre 1960 wurde auch diese Orgel umgebaut. Den Umbau führte Gerhard Schmid durch.